# Liste der TVP-Sendungen

Logo von Telewizja Polska

Diese Liste umfasst alle Sendungen, die vom öffentlich-rechtlichen Fernsehen in Polen (TVP) stammen und/oder produziert wurden. Sie sind alphabetisch geordnet.

## Sendungen

### 0–9
- 5-10-15
- 7 dni świat
- 100 pytań do...
- 300 procent normy

### A
- Ale numer
- Ale mądre!
- Alarm!

### B
- Blondynka
- Biedronka unas...!
- Big Music Quiz
- Bulionerzy
- Bake Off - Ale ciacho!
- Bake Off - Ale przepis!
- Bake Off Junior
- Boscy w sieci
- BarON24

### C
- Co jak

### E
- Extr@
- E-Świat
- Echa Panoramy
- Echo serca

### F
- Festywal Zaczarowanej Piosenki
- Flesz

### G
- Gość wiadomości

### H
- Herbata Extra

### J
- Jaka to melodia?

### K
- Kawa czy herbata? (Kaffee oder Tee?)
- Polski Kabaret
- Kocham Cię, Polsko!
- Korona królów
- Koło fortuny

### L
- Leśniczówka

### O
- Okrasa łamie przepisy

### P
- Puls dnia
- Panorama (TVP)
- Pogoda (Wetterschau)
- Pytanie na Śniadanie

### R
- Rodzinka.pl
- Ranczo
- Rolnik szuka żony
- Rok w ogrodzie
- Rok w ogrodzie Extra

### S
- Sonda 2
- Święta Wojna
- Sport
- Sanatorium miłości

### T
- Teleexpress, Teleexpress Extra und Teleexpress na deser
- To był rok!

### W
- Wiadomości
- The Voice of Poland
- The Voice Kids
- Wielki test o ...
- WC Kwadrans